# Seferovci (Srbac, BiH)
Seferovci je naseljeno mjesto u sastavu općine Srbac, Republika Srpska, BiH.

## Stanovništvo
| Seferovci          |              |
| Godina popisa      | 1991.        |
| Srbi               | 293 (95,44%) |
| Hrvati             | 0            |
| Muslimani          | 0            |
| Jugoslaveni        | 13 (4,23%)   |
| ostali i nepoznato | 1 (0,33%)    |
| ukupno             | 307          |